# Joseph W. Ralston

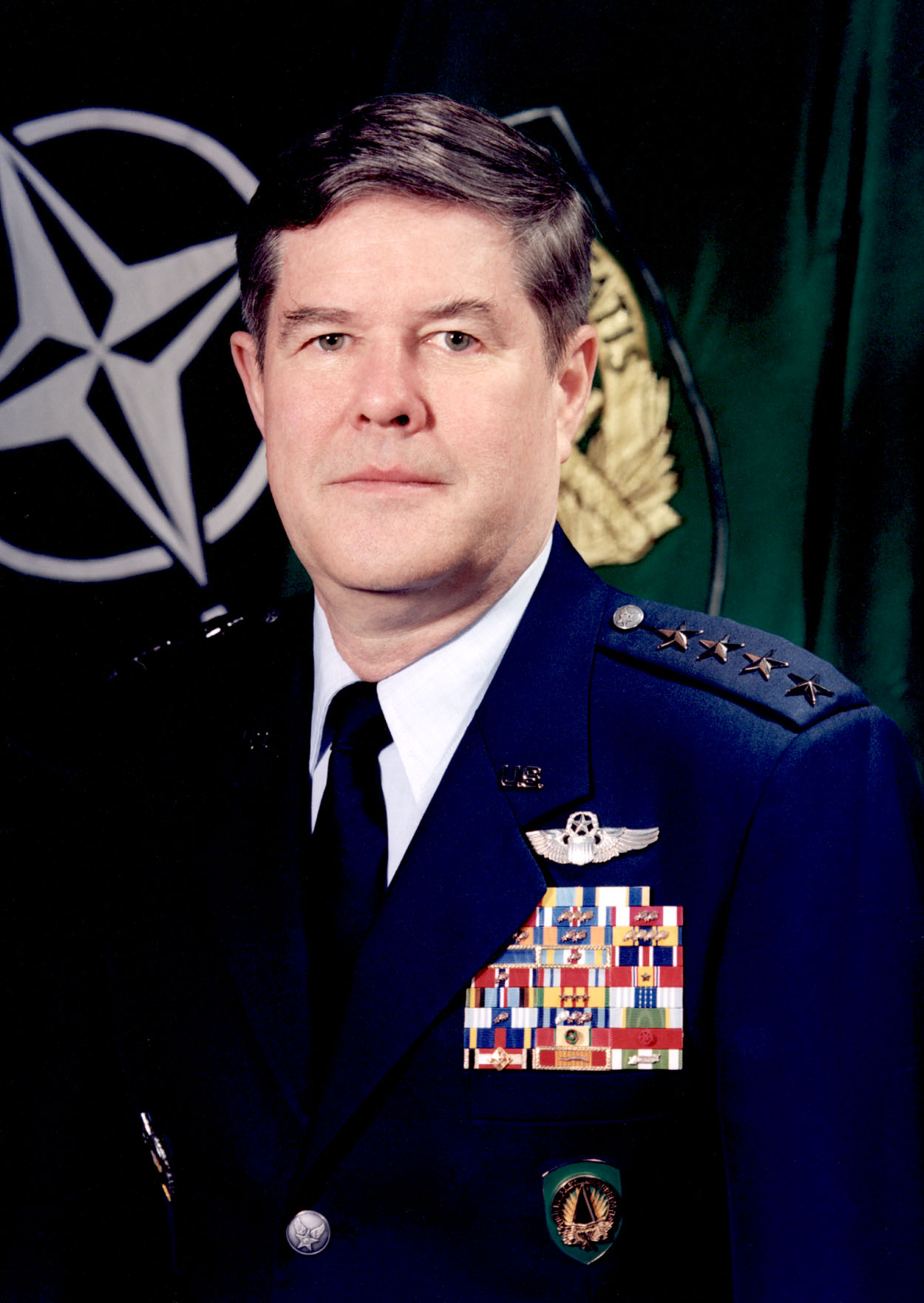
Joseph W. Ralston

Joseph W. Ralston (* 4. November 1943 in Hopkinsville, Kentucky) ist ein ehemaliger General der US Air Force und war von 2000 bis 2003 Supreme Allied Commander Europe (SACEUR).

## Militärische Laufbahn
Ralston schloss im 1964 die Miami University in Oxford, Ohio mit einem Bachelor in Chemie ab, erhielt sein Offizierspatent und wurde am 24. Juli 1965 zum Second Lieutenant befördert. Danach absolvierte er vom Juli 1965 bis zum August 1966 die Pilotenausbildung auf der Laughlin Air Force Base in Texas. Danach folgte am 24. Januar 1967 die Beförderung zum First Lieutenant und bis zum April 1967 die Ausbildung zum F-105-Piloten auf der Nellis Air Force Base in Nevada. Am 24. Juli 1968 wurde Ralston dann zum Captain befördert und bis zum Oktober 1969 in einer F-105 der 67. Taktischen Kampfstaffel, später die 12. Taktische Kampfstaffel, auf der Kadena Air Base in Japan eingesetzt. Nach einer Weiterbildung auf der F-105 als „Wild-Weasel-Pilot“ diente Ralston vom Januar 1970 bis zum Oktober 1970 bei der 354. Taktischen Kampfstaffel auf der Takhli Royal Thai Air Force Base in Thailand. Danach bildete Ralston bis zum Dezember 1971 selbst Piloten auf der F-105 in der 66. Waffenkampfstaffel auf der Nellis AFB aus. Bis zum Juni 1973 war er auf der Langley Air Force Base in Virginia im Büro des stellvertretenden Stabschefs für Beschaffungen im Hauptquartier des Tactical Air Command als Beschaffungs- und Projektoffizier für das F-15-Programm eingesetzt. Im Juni 1973 wurde er zur 335. Taktischen Kampfstaffel abkommandierte, erhielt am 1. Dezember 1973 die Beförderung zum Major, und diente dort als assistierender Operationsoffizier und später als Leiter der Standardisierungs- und Bewertungsabteilung des 4. Taktischen Geschwaders auf der Seymour Johnson Air Force Base in North Carolina.
Von Juni 1975 bis zum Juni 1976 absolvierte Ralston das Command and General Staff College in Fort Leavenworth, Kansas und erlange zusätzlich 1976 eine Master im Personalmanagement der Central Michigan University. Im Juni 1976 wurde er ins Hauptquartier der US Air Force nach Washington, D.C. beordert, um dort als Beschaffungsoffizier für die taktische Kampfeinheiten im Büro des stellvertretenden Stabschef für Forschung und Entwicklung zu dienen. Während dieser Verwendung erfolgte am 1. April 1978 auch die Beförderung zum Lieutenant Colonel. Im Juli 1979 wurde Ralston schließlich Operationsoffizier (S-3) und kurz danach Kommandeur der 68. Taktischen Kampfstaffel auf der Moody Air Force Base in Georgia. Im Juli 1980 folgte dann wieder eine Stabsverwendung als Sonderassistent und später Executive Officer des Kommandeurs im Hauptquartier des Tactical Air Command auf der Langley AFB in Virginia. In dieser Verwendung wurde Ralston dann am 1. Juni 1981 auch zum Colonel befördert.
Von August 1983 bis zum Juni 1984 absolvierte er das National War College in Fort Lesley J. McNair in Washington (D.C.) und diente danach bis zum Februar 1986 als Sonderassistent für low observables technology im Büro des stellvertretenden Stabschefs für Forschung, Entwicklung und Beschaffung. Vom Februar 1986 bis zum März 1987 kommandierte Ralston dann das 56. Taktische Ausbildungsgeschwader auf der MacDill Air Force Base in Florida. Ab März 1987 diente Ralston dann als stellvertretender Stabschef für Operationen und nach seiner Beförderung zum Brigadier General am 1. März 1988 als stellvertretender Stabschef für Beschaffung im Hauptquartier des Tactical Air Command auf der Langley AFB.
1989 absolvierte Ralston die John F. Kennedy School of Government der Harvard University in Cambridge, Massachusetts. Im Juni 1990 wurde ihm dann der Posten des Direktors für taktische Programme im Büro des assistierenden Secretary of the Air Force für Beschaffung in Washington (D.C.) übertragen. In dieser Verwendung wurde er am 1. August 1990 zum Major General befördert. Vom Dezember 1991 bis zum Juli 1992 diente Ralston dann als Direktor für operative Beschaffungen im Büro des stellvertretenden Stabschef für Planung und Operationen im Hauptquartier der US Air Force.
Am 13. Juli 1992 wurde Ralston zum Lieutenant General befördert und übernahm im selben Monat das Kommando über die Alaska-Region des North American Aerospace Defense Command (NORAD) und der 11. US-Luftflotte, sowie der Joint Task Force Alaska auf der Elmendorf Air Force Base in Alaska. Vom Juli 1994 bis zum Juni 1995 war er als stellvertretender Stabschef für Planung und Operationen im Hauptquartier der US Air Force tätig. Am 1. Juli 1995 wurde Ralston dann zum General, (OF-9) befördert und übernahm bereits einen Monat zuvor das Kommando über das Air Combat Command auf der Langley AFB in Virginia, welches er bis zum Februar 1996 innehatte. Vom März 1996 bis zum April 2000 wurde Ralston dann zum stellvertretenden Vorsitzenden der Joint Chiefs of Staff berufen.

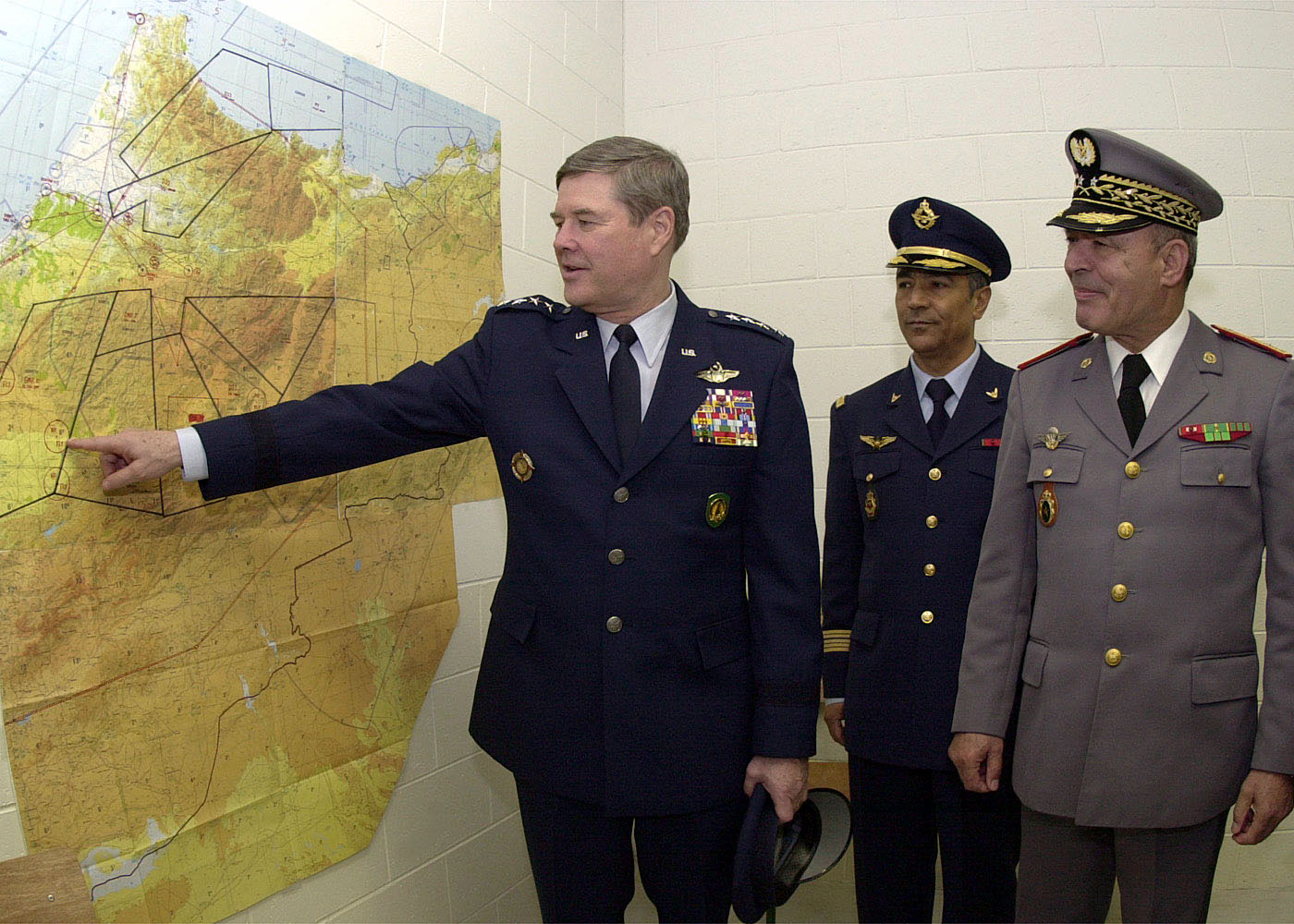
General Ralston mit dem marokkanischen Stabschef, 2001.

Als 1997 General John M. Shalikashvili vom Posten Vorsitzenden der Joint Chiefs of Staff in den Ruhestand trat, war Ralston eigentlich der erste Anwärter auf den Posten. Jedoch zog er seine Nominierung zurück, als bekannt wurde, dass er während der 1980er eine Affäre mit einer CIA-Angestellten hatte, während er von seiner Frau getrennt war. Daher ging der Posten des Vorsitzenden an General Henry H. Shelton und Ralston verblieb auf dem Posten des stellvertretenden Vorsitzenden bis zum Jahre 2000, als er – ein Jahr früher als üblich – General Wesley Clark am 3. Mai 2000 als Kommandeur des US European Command und Supreme Allied Commander Europe ablöste. Am 17. Januar 2003 übergab Ralston das Kommando an General James L. Jones und ging am 1. März 2003 in den Ruhestand.
Im August 2006 wurde er von US-Präsident George W. Bush zum Koordinator für Sicherheitsfragen zwischen den Vereinigten Staaten, der Türkei und dem Irak ernannt. Zudem ist er Vorstandsmitglied des URS Corporation von San Francisco.
Ralston ist ausgebildeter Kampfpilot mit mehr als 2.500 Flugstunden auf den Flugzeugtypen F-105D/F/G „Thunderchief“, F-4C/D/E „Phantom II“, F-16A „Fighting Falcon“ und F-15A/C „Eagle“.

## Auszeichnungen
Auswahl der Dekorationen, sortiert in Anlehnung der Order of Precedence of Military Awards:
- Defense Distinguished Service Medal (2 ×)
- Air Force Distinguished Service Medal
- Legion of Merit (3 ×)
- Distinguished Flying Cross (4 ×)
- Meritorious Service Medal (3 ×)
- Air Medal (20 ×)
- Air Force Commendation Medal (5 ×)
- National Defense Service Medal (2 ×)
- Vietnam Service Medal (4 ×)
- NATO-Medaille für den Balkan
- Offizier der französischen Ehrenlegion
- Großes Verdienstkreuz mit Stern des Verdienstordens der Bundesrepublik Deutschland
- Großkreuz des Norwegischen Verdienstordens
- Orden des Adlerkreuzes I. Klasse
- Kommandeur mit Stern des Ungarischen Verdienstordens
- Großoffizier des Sterns von Rumänien